# Tour de Flandes 2009
El Tour de Flandes 2009 fue la 93.ª edición de esta clásica ciclista belga. Se disputó el domingo 5 de abril de 2009 entre Brujas y Meerbeke, con un trazado de 259,7 km. El recorrido incluía diecisiete cotas, entre las cuales estaban las célebres Oude Kwaremont, Koppenberg y Kapelmuur. 
La prueba pertenecía al circuito UCI ProTour 2009.
El vencedor final fue el belga Stijn Devolder, que se impuso en solitario con 56" de diferencia respecto al alemán Heinrich Haussler y 58" sobre, el también belga, Philippe Gilbert, que encabezó el gran grupo. Devolder se impuso después de escaparse de sus compañeros de escapada, Manuel Quinziato, Sylvain Chavanel y Preben Van Hecke, durante el ascenso a la penúltima de las dificultades, el Muro Kapelmuur.
Durante la disputa de la prueba Chente García Acosta sufrió una caída que le provocó una fractura del radio del brazo izquierdo.

## Clasificación final
| Posición | Ciclista          | Equipo                  | Tiempo     |
| -------- | ----------------- | ----------------------- | ---------- |
| 1.       | Stijn Devolder    | Quick Step              | 6h 01' 04" |
| 2.       | Heinrich Haussler | Cervélo                 | + 59"      |
| 3.       | Philippe Gilbert  | Silence-Lotto           | m.t.       |
| 4.       | Martijn Maaskant  | Garmin-Slipstream       | m.t.       |
| 5.       | Filippo Pozzato   | Katusha                 | m.t.       |
| 6.       | Matti Breschel    | Saxo Bank               | m.t.       |
| 7.       | Marcus Burghardt  | Columbia-High Road      | m.t.       |
| 8.       | Björn Leukemans   | Vacansoleil             | m.t.       |
| 9.       | Martin Elmiger    | Ag2r-La Mondiale        | m.t.       |
| 10.      | Bert De Waele     | Landbouwkrediet-Colnago | m.t.       |